# Jeanette Biedermann
Jeanette „Jeany” Biedermann (ur. 22 lutego 1980 w Berlinie) – niemiecka piosenkarka i aktorka.

## Kariera

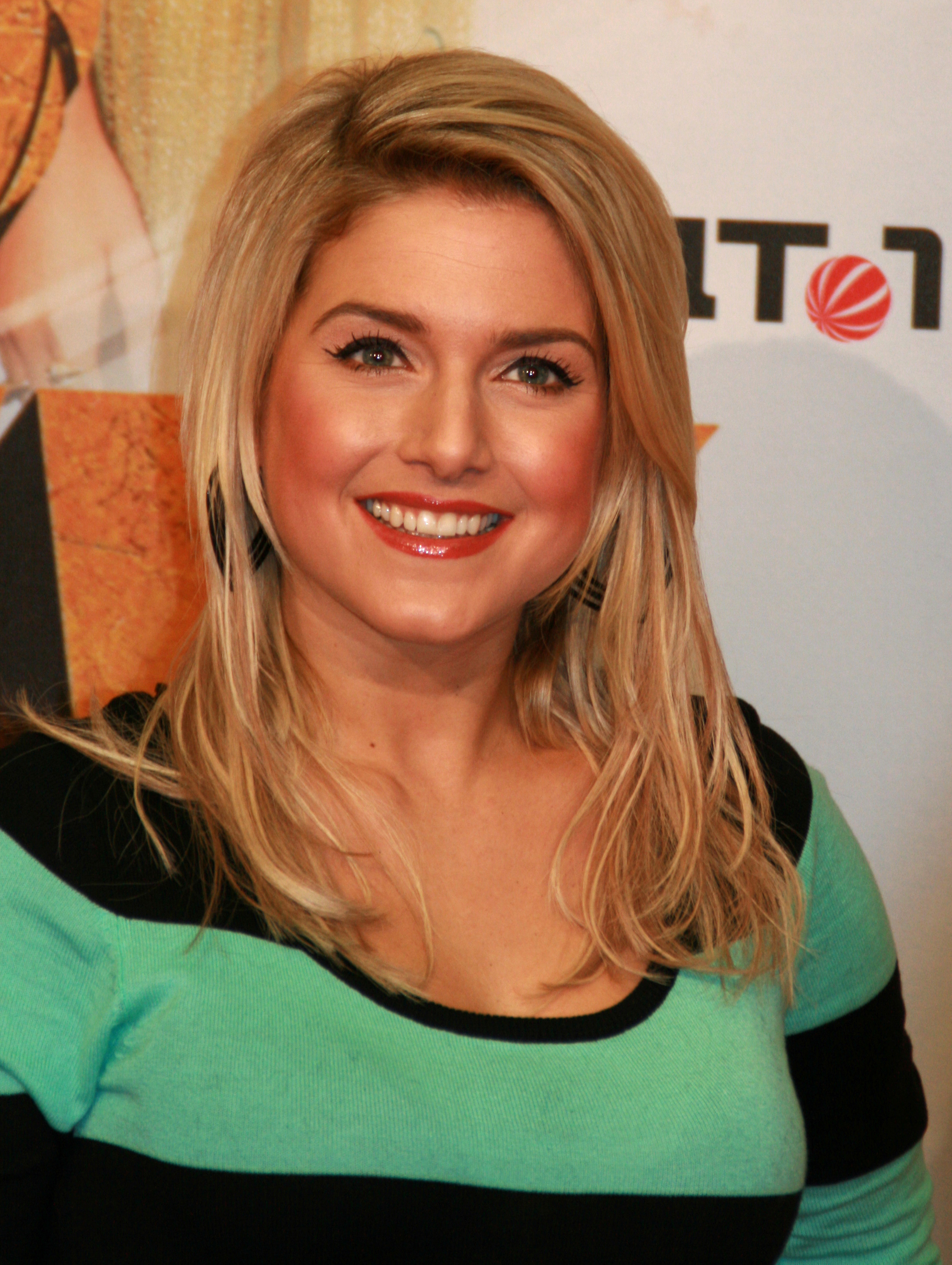
Jeanette Biedermann, 2008

W 1999 wygrała w finale europejskiego konkursu muzycznego, w którym wzięło udział prawie 280 tys. uczestników. W tym czasie otrzymała rolę w operze mydlanej Gute Zeiten, schlechte Zeiten, dzięki czemu została jedną z najpopularniejszych aktorek telewizyjnych w Niemczech. Również wtedy rozpoczęła pracę nad swoim pierwszym albumem pt. Enjoy!, który ukazał się pod koniec 2000 i zawierał przebój „Go Back”.
W 2001 wydała drugi album studyjny pt. Delicious, a w listopadzie 2002 – trzeci album pt. Rock My Life. Płytę promowała m.in. tytułowym singlem, który okazał się międzynarodowym przebojem. W listopadzie 2003 wydała czwarty album pt. Break On Through, który promowała m.in. singlem „Rockin’ On Heaven’s Floor”. W kwietniu 2006 wydała album pt. Naked Truth, który promowała singlami „Bad Girls Club”, „Endless Love” i „Heat of the Summer”.
W 2009 skończyła pracę nad albumem pt. Undress to the Beat, który promowała singlami „Material Boy (Don’t Look Back)” i tytułowym. W 2012 nawiązała współpracę z zespołem Ewig, z którym nagrała i wydała dwa albumy: Wir sind Ewig (2012) i Indianerehrenwort (2015).

## Dyskografia

### Albumy solowe
- Enjoy! (2000)
- Delicious (2001)
- Rock My Life (2002)
- Break on Through (2003)
- Merry Christmas (2004)
- Naked Truth (2006)
- Undress to the Beat (2009)

### Z zespołem Ewig
- Wir sind Ewig (2012)
- Indianerehrenwort (2015)

## Filmografia
| Rok       | Tytuł                                                          | Rola                    | Info                            |
| --------- | -------------------------------------------------------------- | ----------------------- | ------------------------------- |
| 2001      | Der kleine Eisbär                                              | Greta                   | Głos                            |
| 2002      | South Park                                                     | Susan                   | Dubbing (odcinki 415, 416, 419) |
| 2004      | Happy Friday                                                   | Different roles         |                                 |
| 2004      | Hai-Alarm auf Mallorca                                         | Herself                 |                                 |
| 2004      | Liebe ohne Rückfahrschein                                      | Julia Behrendt          | Rola główna                     |
| 2005      | Racing Stripes                                                 | Sandy                   | Dubbing                         |
| 2006      | Over the Hedge                                                 | Heather                 | Dubbing                         |
| 2006      | Tatort                                                         | Dana                    | 1 odcinek                       |
| 2006      | Pastewka                                                       | Herself                 | Sezon 2, odcinek 5              |
| 2007      | Die ProSieben-Märchenstunde                                    | Córka König Drosselbart | Sezon 4, odcinek 3              |
| 2008      | Die Treue-Testerin – Spezialauftrag Liebe                      | Franziska Schrötter     | Rola główna                     |
| 2008      | Dörte’s Dancing                                                | Dörte Brandt            | Rola główna                     |
| 2008      | Klub Winx – Das Geheimnis des verlorenen Königreiches as Bloom | Bloom                   | Dubbing                         |
| 2008–2012 | Anna und die Liebe                                             | Anna Polauke            | Rola główna                     |